# Vlasta Kahovcová
Vlasta Kahovcová (*7. ledna 1944 Praha) je česká zpěvačka a výtvarnice, sestra kytaristy a zpěváka Karla Kahovce.

## Život
Narodila se a vyrostla v centru Prahy na Národní třídě v domě č.p. 7., kde bydlel její dědeček stavitel Bohumil Burian ml. 
Pochází z umělecké rodiny, její otec Karel Kahovec byl hudebník multiinstrumentalista, matka Vlasta Burianová hrála na piano, hudebníkem se stal také její bratr Karel Kahovec a hudebníka Jana Václavíka si vzala za manžela. 
Její dědeček Bohumil Burian (ze strany její matky Vlasty) po kterém podědila výtvarné sklony, byl společně se svým bratrem Otakarem Burianem po roce 1918 stavitelem a architektem (stavby činž. domů a vil na Žižkově a v Nuslích, střešní nadstavby, stavba Sokolovny Dobříš , opravy zámků Dobříš, Zbiroh a Březina, a atd...). Oba byli vzdálenými bratranci herce Vlasty Buriana (jeho babička Kateřina Burianová, matka jeho otce Antonína Buriana, bratrance jejich otce Bohumila Buriana st., byla sestrou jejich dědečka Františka Buriana). 
Od mládí ráda zpívala ( jezdila na osadu Kondor do Jílového u Prahy. Během studií hrála ještě ochotnicky divadlo a začala vystupovat s amatérskou bigbeatovou skupinou. Snad poprvé si j).  pořadu zpěváka Josefa Laufera v nuselském Divadle Na Fidlovačce. V roce 1964 následoval úspěšný konkurz na zpěvačku do divadla Semafor, kterého se zúčastnila z popudu svého tehdejšího přítele Jiřího Štaidla. Ve známém televizním pořadu Recital 64 Jiřího Suchého a Jiřího Šlitra zazpívala dvě písničky.
Po dvou letech Divadlo Semafor opustila a přestoupila do Divadla Apollo, odkud posléze přešla do Divadla Rokoko. Ani zde dlouho nevydržela a v prosinci 1973 odjela s orchestrem Vlado Rubeše zpívat do zahraničí. Po návratu dostala od Karla Gotta nabídku, aby vystupovala jako doprovodná vokalistka v triu Kahovcová - Zelenková - Gerlová s jeho kapelou, kterou vedl Ladislav Štaidl. Nastoupila až po mateřské dovolené roku 1975.
Jejím manželem byl Jan Václavík (1944–2019), český hudebník, skladatel a vedoucí skupiny Golem, s nímž příležitostně vystupovala, stejně jako se skupinou Václava Kozla. 
Mají spolu syna Jana Václavíka ml. (*1974), který podědil výtvarné sklony a učí na UMPRUM, kde v minulosti studovala i jeho matka.
Po roce 2019 se již hudební činnosti nevěnuje, pracuje jako výtvarnice, žije a maluje střídavě v Praze a na chalupách v Novém Jáchymově a ve Vrchlabí, své obrazy vystavuje například v Galerii U brány v Úštěku.